# Liste des organisations de Star Wars
La liste des organisations de Star Wars recense les noms et les présentations simplifiées des principales organisations de la saga cinématographique.

## Univers

Un sabre laser bleu, arme des Jedi et un sabre laser rouge, arme des Sith.

L'univers de Star Wars se déroule dans une galaxie qui est le théâtre d'affrontements entre les Chevaliers Jedi et les Seigneurs noirs des Sith, personnes sensibles à la Force, un champ énergétique mystérieux leur procurant des pouvoirs psychiques. Les Jedi maîtrisent le Côté lumineux de la Force, pouvoir bénéfique et défensif, pour maintenir la paix dans la galaxie. Les Sith utilisent le Côté obscur, pouvoir nuisible et destructeur, pour leurs usages personnels et pour dominer la galaxie.
Depuis le rachat de la société Lucasfilm par The Walt Disney Company, il existe deux univers Star Wars : le « Légendes » et l'« Officiel ». Ils ont pour point commun, les six premiers films et la série télévisée The Clone Wars. L'univers Légendes reprend en plus les histoires complémentaires présentées dans des livres, des bandes dessinées, des téléfilms ou des jeux sortis avant 2014. L'univers Officiel reprend lui, les histoires des films et des autres supports parus depuis 2014,.

## Chronologie

### Chronologie commune
Pour ramener la paix dans la galaxie, une République galactique a été fondée avec pour capitale la planète Coruscant. Mais, elle est secouée par des invasions planétaires (La Menace fantôme), des sécessions et la guerre dite « des clones » (L'Attaque des clones). Pour y mettre fin, la République est remplacée en 19 av. BY par un Empire galactique autoritaire et discriminatoire (La Revanche des Sith). Cette nouvelle entité est dirigée par le Sith Palpatine et son apprenti Dark Vador.
Mais après plusieurs années, la brutalité du régime provoque l'apparition d'une opposition armée : l'Alliance rebelle. Les premières victoires de cette dernière se déroulent lors de la bataille de Scarif, quand les rebelles parviennent à s'emparer des plans de l'Étoile de la mort, l'arme absolue de l'Empire (Rogue One), puis lors de la bataille de Yavin, qui voit la destruction de l'immense station spatiale (Un nouvel espoir). En 3 ap. BY, Dark Vador contre-attaque en détruisant la base principale des rebelles sur la planète Hoth (L'Empire contre-attaque). L'Alliance, bien que dispersée, n'est cependant pas vaincue. Un an plus tard, en 4 ap. BY, l'Alliance remporte une grande victoire en détruisant une seconde station spatiale et en éliminant l'empereur Palpatine et Vador lors de la bataille d'Endor (Le Retour du Jedi).

### Chronologie «Légendes»
En complément aux évènements se déroulant entre 32 av. BY (La Menace fantôme) et 4 ap. BY (Le Retour du Jedi), l'univers « Légendes » développe le passé et le futur de la saga.
Le passé, nommé période de l'« Ancienne République », raconte l'histoire de la création de la République et de l'Ordre Jedi. En 5 000 av. BY les Sith lancent la première guerre galactique qui se termine par leur défaite. Un millénaire plus tard, c'est une organisation militaire, les Mandaloriens qui tente de s'emparer de la galaxie durant un terrible et durable conflit. Bien que victorieuse, la République est exsangue. Elle ne peut alors pas empêcher le retour des Sith et la partition de la galaxie en nombreux royaumes Sith durant une très longue période. Ce n'est qu'en 1 000 av. BY que les Jedi finissent par reprendre le contrôle total de la galaxie. Seul le Sith Dark Bane parvient à échapper aux Jedi. Il instaure alors une règle dans l'ordre Sith selon laquelle il n'y aura plus que deux seigneurs : un maître et son apprenti. En 32 av. BY, son lointain successeur, Dark Sidious, alias le sénateur Palpatine de Naboo, lance une série d'intrigues pour reprendre le contrôle de la galaxie.
Le futur, nommé période de la « Nouvelle République », raconte l'histoire galactique après la mort de l'empereur Palpatine. Le premier évènement est la création d'une Nouvelle République. Celle-ci est alors régulièrement menacée par les attaques des troupes impériales menées par les nombreux successeurs de l'empereur comme la directrice Ysanne Isard, le grand amiral Thrawn et même les clones de l'empereur Palpatine. Parallèlement, les Jedi renaissent de leurs cendres et fondent un Nouvel Ordre Jedi capable de défendre la galaxie notamment face à l'invasion menée en 25 ap. BY par les cruels Yuuzhan Vong ou en 138 ap. BY avec le retour des Sith.

### Chronologie «Officiel»
La nouvelle chronologie « Officiel » revisite certaines périodes déjà abordées par la chronologie « Légendes » notamment le futur dans la période de la « Nouvelle République » où le Premier Ordre, un nouveau régime totalitaire plus ou moins issu de l'Empire galactique s'attaque à la Nouvelle République. Pour s’opposer à cette menace, la princesse Leia Organa, une ancienne dirigeante de l'Alliance rebelle, crée un mouvement paramilitaire dénommé la Résistance. En 34 ap. BY, à l'aide d'une arme surpuissante, le Premier Ordre attaque la Nouvelle République en détruisant sa planète capitale mais la Résistance contre-attaque et envoie ses combattants mettre hors de combat cette arme sur la planète Starkiller (Le Réveil de la Force). Le Premier Ordre se retourne ensuite contre la Résistance et parvient à éliminer l’ensemble de sa flotte et sa principale base opérationnelle (Les Derniers Jedi).

## Recensement des organisations
Les organisations de Star Wars sont présentés par ordre alphabétique.
- Haut – A
- B
- C
- D
- E
- F
- G
- H
- I
- J
- K
- L
- M
- N
- O
- P
- Q
- R
- S
- T
- U
- V
- W
- X
- Y
- Z

### A
- L’Alignement de Pentastar est une organisation de l'univers « Légendes ». Il s'agit de l'un des « petits empires » ayant succédé à l'Empire galactique après la mort de l'Empereur[16]. L'Alignement soutient Thrawn après son retour des Régions inconnues, il est dirigé par Ardus Kaine jusqu'à la mort de celui-ci, il intègre ensuite l'empire de Gilad Palleon[17].
- L’Alliance corporative ou l’Alliance des corporations est une organisation de l'univers « Officiel » et de l'univers « Légendes » présente notamment dans les films L'Attaque des clones et La Revanche des Sith.
- L’Alliance rebelle est une organisation de l'univers « Officiel » et de l'univers « Légendes » présente notamment dans les films Rogue One, Un nouvel espoir, L'Empire contre-attaque et Le Retour du Jedi.
- Les Ashla sont une organisation de l'univers « Légendes ». Il s'agit de disciples du côté lumineux rivaux des Bogan[18]. Originaires de Tython, ils s'établissent sur Ossus où ils fondent l'ordre Jedi entre 25 000 et 24 000 av. BY[18],[19].
- L’Aube écarlate est une organisation de l'univers « Officiel » présente notamment dans le film Solo. Ce syndicat du crime se développe vers la fin de la guerre des clones, il est dirigé par Maul depuis Dathomir avec l'aide du criminel Dryden Vos[a 4],[a 5].

### B
- Les Bogan sont une organisation de l'univers « Légendes ». Il s'agit de disciples du côté obscur rivaux des Ashla[18].

### C
- L’Ascendance Chiss est une organisation de l'univers « Officiel » et de l'univers « Légendes ». Cette société située dans les Régions inconnues de la Galaxie. Dans le "Canon", elle envoie Thrawn tisser des liens avec la puissance dominante, la République puis l'Empire, mais ne se montre pas plus que nécessaire. Elle risque alors une guerre civile tout en tentant de lutter contre les Grysks[a 6]. Dans le "Légendes", elle est longtemps restée cachée, mais s'est révélée lors du conflit contre les Yuuzhan Vong[20],[21].
- L’Hégémonie de Ciutric est une organisation de l'univers « Légendes ». Il s'agit de l'un des « petits empires » ayant succédé à l'Empire galactique après la mort de l'Empereur[16]. Il est envahi par la Nouvelle République[22].
- Le Clan bancaire intergalactique est une organisation de l'univers « Officiel » et de l'univers « Légendes » présente notamment dans les films L'Attaque des clones et La Revanche des Sith.
- La Confédération corellienne est une organisation de l'univers « Légendes ». Après la guerre contre les Yuuzha Vong, Corellia, plus tard rejoint par d'autres systèmes, décide de faire sécession et quitte la Fédération galactique des alliances libres, provoquant une nouvelle guerre civile galactique qui dure de 40 à 41 ap. BY[23],[24],[25].
- La Confédération des systèmes indépendants est une organisation de l'univers « Officiel » et de l'univers « Légendes » présente notamment dans les films L'Attaque des clones, The Clone Wars et La Revanche des Sith.

### D
- La Death Watch[Note 3] est une organisation de l'univers « Officiel » et de l'univers « Légendes » présente notamment dans la série télévisée The Clone Wars. Il s'agit d'un groupe de guerriers mandaloriens qui durant la guerre des clones, cherche à renverser la duchesse Satine et à prendre le pouvoir sur Mandalore[a 7].
- Le Dernier Ordre est une organisation de l'univers « Officiel » menée par Palpatine présente notamment dans le film L'Ascension de Skywalker.

### E
- L’Empire écarlate est une organisation de l'univers « Légendes ». Il est formé en 11 ap. BY par d'anciens garde impériaux dont la couleur de la robe, rouge, a donné son nom[26].
- L’Empire galactique est une organisation de l'univers « Officiel » et de l'univers « Légendes » présente notamment dans les films La Revanche des Sith, Solo, Rogue One, Un nouvel espoir, L'Empire contre-attaque et Le Retour du Jedi.
- L’Empire noir est une organisation de l'univers « Légendes ». En 10 ap. BY, l'Empereur ressuscite et tente de redonner vie à son empire en unifiant les « petits empires » nés après sa mort. L'Empire noir ne dure pas longtemps et disparaît après la mort de Palpatine en 11 ap. BY lors d'une bataille avec la Nouvelle République[27].
- L’Autorité d’Eriadu est une organisation de l'univers « Légendes ». Il s'agit de l'un des « petits empires » ayant succédé à l'Empire galactique après la mort de l'Empereur[16]. Il dispose d'un super croiseur interstellaire, le Marteau de la nuit, qui attire la convoitise des voisins[22].

### F
- La Fédération du commerce est une organisation de l'univers « Officiel » et de l'univers « Légendes » présente notamment dans les films La Menace fantôme, L'Attaque des clones, The Clone Wars, La Revanche des Sith.
- La Fédération galactique des alliances libres ou l’Alliance galactique est une organisation de l'univers « Légendes ». Elle succède à la Nouvelle République après une restructuration de celle-ci durant l'invasion des Yuuzhan Vong[20]. Lorsque Corellia décide de faire sécession et fonde la Confédération corellienne, l'Alliance entre en guerre contre elle, provoquant une nouvelle guerre civile galactique en 40 et 41 ap. BY[23],[25]. Ce conflit a pour conséquence de transformer peu à peu l'Alliance en un nouvel Empire galactique[28].
- Les Frères de la nuit sont une organisation de l'univers « Officiel » présente notamment dans la série télévisée The Clone Wars. Il s'agit d'un groupe de guerriers zabraks mâles vivant sur Dathomir[a 8].

### G
- Les Gardiens des Whills sont une organisation de l'univers « Officiel » présente notamment dans le film Rogue One. Connus des Jedi peu de temps avant la bataille de Naboo, les Gardiens des Whills protègent le temple de Jedha jusqu'à l'invasion de la planète par l'Empire[a 9],[29].
- Le Grand Maldrood est une organisation de l'univers « Légendes ». Il s'agit de l'un des « petits empires » ayant succédé à l'Empire galactique après la mort de l'Empereur[16]. Il rejoint Palpatine jusqu'à la mort de celui-ci[22].
- L'Hégémonie Grysk est une organisation de l'univers « Officiel », présente dans la trilogie de livres Thrawn. Il s'agit des principaux rivaux de l'Ascendance Chiss dans les Régions Inconnues. Sous l'Empire, ils commencent à montrer qu'il constituent une importante menace[a 10].
- La Guilde claatuvac est une organisation de l'univers « Officiel » et de l'univers « Légendes ». Elle est constituée de navigateurs et cartographes wookiees, elle est située à Kachirho sur Kashyyyk[30],[31].
- La Guilde du commerce ou Guilde commerciale est une organisation de l'univers « Officiel » et de l'univers « Légendes » présente notamment dans les films L'Attaque des clones et La Revanche des Sith.
- La Guilde des chasseurs de primes est une organisation de l'univers « Officiel ». Elle se trouve à Nevarro et est commandée par Greef Karga[32]. Elle est présente notamment dans The Mandalorian.

### H
- L’Empire commercial Herglic est une organisation de l'univers « Légendes ». Il s'agit d'un empire ayant cohabité avec la République alors naissante vers 25 000 av. BY[19].
- Le Cartel hutt ou Clan hutt est une organisation de l'univers « Officiel » et de l'univers « Légendes » présente notamment dans la série télévisée The Clone Wars. Il s'agit de la plus puissante famille de criminels de la Galaxie, elle est dirigée par le grand conseil Hutt[a 11]. L'un de ses membres les plus influents est Jabba le Hutt qui réside sur Tatooine[a 11],[a 12].

### J
- L’ordre Jedi est une organisation de l'univers « Officiel » et de l'univers « Légendes » présente notamment dans les films La Menace fantôme, L'Attaque des clones, The Clone Wars, La Revanche des Sith, Un nouvel espoir, L'Empire contre-attaque, Le Retour du Jedi, Le Réveil de la Force, Les Derniers Jedi et L'Ascension de Skywalker. Cet ordre de chevaliers existe depuis plus de mille générations[33]. Les Jedi se sont donné pour mission de garder la paix et la justice dans la galaxie, et ont abandonné toute forme d'attachement, de richesse et de pouvoir[33]. Ils maîtrisent le côté lumineux de la Force et excellent dans le maniement du sabre laser[34],[35],[36]. Le Conseil est la plus haute autorité de l'ordre, il siège au temple Jedi de Coruscant assez longtemps, ses membres sont parmi les plus respectés de l'ordre et sont au nombre de 12[37]. À la fin de la guerre des clones, ils sont massacrés durant la Grande purge Jedi par Dark Vador sur les ordres de Dark Sidious[a 13]. Les rares survivants, surtout Obi-Wan et Yoda par l'intermédiaire de Luke, permettent à l'ordre de renaître après la chute de l'Empire[a 14].

### N
- Le Nouvel Empire galactique ou l’Empire de Fel est une organisation de l'univers « Légendes ». Il est formé à la suite de la nouvelle guerre civile galactique en 41 ap. BY, et est dirigé par Jagged Fel et ses descendants[24]. Il absorbe peu à peu les territoires contrôlés par la Fédération galactique des alliances libres. En 128 ap. BY, le Nouvel Ordre Sith déclare la guerre au Nouvel Empire, et en 137 ap. BY, Dark Krayt se fait couronner empereur[28].
- La Nouvelle République est une organisation de l'univers « Officiel » et de l'univers « Légendes » présente notamment dans le film Le Réveil de la Force.

### P
- Le Premier Ordre est une organisation de l'univers « Officiel » présente notamment dans les films Le Réveil de la Force, Les Derniers Jedi et L'Ascension de Skywalker.
- Le Protectorat constitutionnel de Prakith est une organisation de l'univers « Légendes ». Il s'agit de l'un des « petits empires » ayant succédé à l'Empire galactique après la mort de l'Empereur[16],[22].

### R
- L’Empire infini des Rakatas est une organisation de l'univers « Légendes ». Originaire de Rakata Prime[Note 4], il profite du déclin des Célestes pour s'étendre vers 30 000 av. BY[19]. Les habitants des mondes conquis sont asservis, et certaines planètes voient leur écosystème modifié, notamment Tatooine et Kashyyyk[19]. L'Empire infini s'effondre en 25 200 av. BY après avoir été décimé par une épidémie et plusieurs révoltes d'esclaves[18].
- La République galactique est une organisation de l'univers « Officiel » et de l'univers « Légendes » présente notamment dans les films La Menace fantôme, L'Attaque des clones, The Clone Wars et La Revanche des Sith. Elle est l'organisation dominante de la galaxie depuis sa création vers 1 000 av. BY[34]. Il s'agit d'une démocratie représentative dirigée par le chancelier suprême élu par le Sénat galactique qui siège sur Coruscant[38]. Les sénateurs sont les représentants des mondes qui composent la République[38]. Durant la guerre des clones, elle se dote d'une armée de clones : la Grande armée de la République[34]. Dans les derniers instants de la guerre, le chancelier suprême Palpatine devient empereur et fait de la République un empire galactique[39].
- La Résistance est une organisation de l'univers « Officiel » présente notamment dans les films Le Réveil de la Force, Les Derniers Jedi et L'Ascension de Skywalker.

### S
- L’Empire Sith est une organisation de l'univers « Légendes ». Il est dirigé par un seigneur noir des Sith, héritier des Jedi noirs en exil, sa population est divisée en castes[40]. La grande guerre de l'hyperespace contre la république en 5 000 av. BY entraîne sa chute[41]. Il réapparaît ensuite à divers moments, notamment vers 4 000 av. BY, avant de finalement disparaître en 1 000 av. BY[41],[42],[43].
- L’ordre Sith est une organisation de l'univers « Officiel » et de l'univers « Légendes » présente notamment dans les films La Menace fantôme, L'Attaque des clones, The Clone Wars, La Revanche des Sith, Rogue One, Un nouvel espoir, L'Empire contre-attaque, Le Retour du Jedi et L'Ascension de Skywalker. Ennemis des Jedi, les membres de cet ordre utilisent le côté obscur de la Force pour atteindre leurs buts[34],[44]. Ses origines sont anciennes et mystérieuses, il est restructuré vers 1 000 av. BY par Dark Bane qui instaure la règle des deux qui veut que le pouvoir soit détenu par le maître mais qu'il soit désiré par l'apprenti[44],[45]. Leurs objectifs sont d'éliminer les Jedi et de gouverner la Galaxie[34].
- Les Sœurs de la nuit sont une organisation de l'univers « Officiel » présente notamment dans la série télévisée The Clone Wars. Il s'agit d'un groupe de sorcières zabraks vivant sur Dathomir[a 15].
- La Ruche Stalgasin est une organisation de l'univers « Officiel ». Il s'agit de la principale ruche de Géonosis, dirigée par l'Archiduc Poggle le Bref. Elle atteint une envergure galactique en faisant partie des principaux membres de la CSI[46].

### T
- Le Techno-Syndicat est une organisation de l'univers « Officiel » et de l'univers « Légendes » présente notamment dans les films L'Attaque des clones et La Revanche des Sith.

### V
- Le Vestige impérial ou les Vestiges de l’Empire est une organisation de l'univers « Officiel » et de l'univers « Légendes ». Il est formé en 12 ap. BY par l'amirale Daala qui unifie, puis assassine, les chefs des « petits empires » nés après la mort de l'Empereur[47]. Succédant à l'amirale, le grand amiral Pellaeon signe un traité de paix avec la Nouvelle République en 19 ap. BY[47],[48]. En 44 ap. BY, Jagged Fel, héros de guerre impérial, est proclamé Empereur après son mariage avec Jaina Solo, et fonde le Nouvel Empire Galactique[24].

### X
- L’Empire de Xer ou l’Empire de Xim ou le Royaume de Xim est une organisation de l'univers « Légendes ». Il s'agit d'un empire formé par Xer VIII vers 25 120 av. BY, puis agrandit par son fils Xim autour de l'amas de Tion. Cet empire s'effondre après une guerre contre les Hutts vers 25 000 av. BY[18].

### Z
- Le Zero Command[Note 5] est une organisation de l'univers « Légendes ». Il s'agit de l'un des « petits empires » ayant succédé à l'Empire galactique après la mort de l'Empereur[16]. Son territoire se situe dans le Noyau profond, il est dirigé par l'amiral Blitzer Harrsk qui a pris le titre de « seigneur haut amiral »[17].
- L’Empire de Zsinj est une organisation de l'univers « Légendes ». Il s'agit de l'un des « petits empires » ayant succédé à l'Empire galactique après la mort de l'Empereur[16]. Le conflit avec la Nouvelle République est à l'origine de la mort de son chef : l'ancien grand moff Zsinj[22].

- Haut – A
- B
- C
- D
- E
- F
- G
- H
- I
- J
- K
- L
- M
- N
- O
- P
- Q
- R
- S
- T
- U
- V
- W
- X
- Y
- Z